# Novolutkivka, Dobrovelîcikivka
Novolutkivka (în ucraineană Новолутківка) este localitatea de reședință a comunei Novolutkivka din raionul Dobrovelîcikivka, regiunea Kirovohrad, Ucraina.

## Demografie
Componența lingvistică a localității Novolutkivka
     Ucraineană (94,56%)
     Rusă (3,63%)
     Alte limbi (1,82%)
Conform recensământului din 2001, majoritatea populației localității Novolutkivka era vorbitoare de ucraineană (94,56%), existând în minoritate și vorbitori de rusă (3,63%).